# Història de la tipografia
La història de la impressió comença ja l'any 3000 aC, quan la civilització protoelamita i sumer van utilitzar segells de cilindres per certificar documents escrits en tauletes d'argila. Qualsevol obra impresa, sigui diari o revista, llibre o manuscrit, consta de dos elements contraposats i interdependents: Els grafismes, és a dir, tot allò que deixa una imatge impresa (caràcters, il·lustracions, fotografies, filets…) i els blancs o contragrafismes.
D'entre els grafismes el més important i el que dona sentit a l'obra escrita són les lletres o caràcters, que s'agrupen comunament sota diferents dissenys i famílies, anomenades tipografies.
Segons el Gran Diccionari de la Llengua Catalana, la tipografia és "l'art de dissenyar, compondre i imprimir texts mitjançant tipus mòbils o, més concretament, el procediment d'impressió amb formes que contenen, en relleu, els tipus i els gravats que, després de tintats, són aplicats a pressió damunt el paper". Dins del camp de les tipografies la tipologia és aquella disciplina que "estudia les formes de les lletres i per extensió de qualsevol forma gràfica".

## L'Alfabet
La paraula alfabet, que neix de les dues primeres lletres gregues, "alfa" i "beta", denota precisament això, el pas cap a un sistema d'escriptura del llenguatge oral. Des del pas d'Homo erectus a Homo sapiens i els primers llenguatges complexos fins a l'escriptura passen molts anys, anys de pintures rupestres i altres representacions de la realitat. Als primers pictogrames (cap al 3500 aC) els succeeixen ideogrames sumeris (cap al 2000 aC). El pas de gegant arriba quan s'equipara un símbol a un so, donant lloc a l'escriptura cuneïforme sil·làbica. Comencen a aparèixer els primers alfabets, amb una trentena de consonants i uns segles més tard (1000 aC) neixen els alfabets fenicis, que són la base dels alfabets occidentals actuals.

## Antiga roma
El segle I aC els romans ja empraven un alfabet quasi igual al que s'utilitza actualment. Estem parlant, és clar, de l'alfabet llatí, ja que cal recordar que al món hi ha d'altres sistemes alfabètics emprats en algunes regions (el sistema cirílic, emprat per russos i búlgars, l'alfabet grec, l'àrab, el xinès, el japonès…). A partir d'aquí podríem dir que neix la història de les tipografies, ja que neixen a partir del primer moment en què s'empra l'alfabet per plasmar (en pedra, marfil, papirs, pells, fusta…) idees i oracions.
La societat romana registrava quatre tipus d'estils tipogràfics diferents: La capital romana, també coneguda com a Capitalis monumentalis és l'adaptació romana de l'alfabet grec i la tipografia que més tard va influenciar la resta d'escriptures. El seu estil és molt més estilitzat i arrodonit, i s'utilitzava principalment a les inscripcions en pedres.
La quadrata eren les majúscules quadrades romanes, originalment cisellades a la pedra o utilitzades pel transcriure manuscrits de luxe, fins al segle VI dC. Malgrat sigui una tipografia romana s'ha utilitzat molt al llarg de la història als títols de llibres i manuscrits. La rústica era la versió menys formal i més ràpida d'execució de la quadrata.
L'escriptura cursiva romana era la que s'utilitzava més habitualment i agrupava aquelles modalitats inclinades (una nomenclatura que encara s'utilitza en l'actualitat).
S'utilitzava en cartes, factures, documents comercials o administratius i obres polítiques o literàries. Malgrat l'Imperi Romà hagi caigut al segle V dC, la societat medieval continua utilitzant el llatí i les tipografies romanes en els seus manuscrits. La decadència romana coincideix amb la implantació del pergamí i la vitel·la, que són un primer avenç al que seran les tècniques modernes d'enquadernació. Amb aquests nous materials es guanya velocitat i portabilitat, i comporta el naixement de les antecedents de les minúscules, les lletres uncials. Les lletres tenen una alçada fixa (menys la D i la H) i són anguloses (menys la A, la D, la E, la H i la M, que eren arrodonides). En l'intent de formalitzar una barreja de cursiva i capital per l'escriptura ràpida quotidiana les lletres van semblant-se de mica en mica a la caixa baixa actual, sortint sota la línia de la caixa amb braços ascendents i descendents pronunciats.
En 751 els àrabs van capturar diversos fabricants xinesos de paper i van millorar les tècniques de fabricació a Damasc, i entretant, Carlemany en un intent de reflotar la cultura occidental desenvolupa l'escriptura carolíngia que s'utilitzarà a tots els llibres d'occident. El disseny de la caixa baixa (789 dC) va aconseguir unir l'escriptura europea… però no va salvar la decadència occidental.

## La tipografia gòtica
No és fins al segle x, al Monestir de Sant Gall suís, que no apareix el nou sistema tipogràfic que substituirà el model llatí.
Aquesta nova tipografia és més comprimida i angulosa, amb formes pesades i condensades i amb una forta modulació vertical. És també més ràpida d'escriure (cal recordar que abans de Gutemberg tota l'escriptura era manuscrita) i aprofitava més el paper. És precisament la del paper la següent gran revolució que sacseja Europa, a la ciutat valenciana de Xàtiva s'instal·la primera fàbrica de paper a Europa, de la mà de l'àrab Abú Masaifa el 1074, arribant aquest invent que des del segle I dC que s'utilitzava a la Xina i estenent-se lentament (originàriament la recepta era secreta) pel continent. La lletra gòtica es difon amb diferents acceptacions per tot Europa, amb una versió informal a Itàlia que esdevindria la itàlica actual.

## La impremta
No és fins al 1445 Johann Gensflesisch Gutemberg inventa la impremta de caràcters mòbils, en una adaptació de la impremta coreana de Pi-Sheng (del 1034 dC, amb caràcters mòbils de fang, que el 1300 ja serien de metall, a altres fonts diu que la primera impremta era realment Xina). L'obra més famosa de Gutemberg, la seva bíblia de 42 línies, surt del taller el 1456 i se n'imprimeixen aproximadament 165 exemplars en paper i 35 en pergamí. D'aquests exemplars se'n conserven 48 exemplars que han esdevingut veritables peces de col·leccionista.
El mèrit real de Gutemberg no és, doncs, inventar realment la impremta, sinó els seus tipus de metall fos, amb una fórmula pròpia de plom, estany d'altres minerals que duraria fins al segle xix. Amb la impremta desapareixen els copistes i cal·lígrafs, que veuen com han d'enfocar la seva activitat als comunicats més formals i als manuals de correcta cal·ligrafia. Aquests cal·lígrafs van barroquitzant la seva escriptura durant el segle xviii i XIX, fins que l'ofici desapareix. A principis del segle XX la cal·ligrafia reapareix degut a la moda medievalista de l'època. L'ofici de cal·lígraf acaba mutant i molts d'ells acaben fent els gravats, primer de fusta i després de cobre, que acompanyen els textos.
L'aparició de la impremta comporta profunds canvis a la societat de l'època, i és l'invent clau que ajudarà a sortir de la foscor de l'edat mitjana amb la difusió d'idees i pensaments que comporta. La impremta porta, a més, a l'aparició el 1609 dC de la primera revista setmanal a Estrasburg i el 1622 del primer diari regular a Alemanya (l'Avisa Relation oder Zeitung).

## Editors i tipografies delseglexv
William Caxton
Nicholas Jenson.
El 1471 el francès Nicolau Jenson grava el primer tipus Roman inspirant-se precisament a les quadrates romanes. Cal recordar que els segles XIV i XV coincideixen amb el Renaixement, i tot el que s'inspiri en Roma és ben rebut. Jenson doncs és el responsable d'adaptar les tipografies romanes als caràcters metàl·lics de la impremta, i les seves Roman encara s'utilitzen actualment. En aquella època Francesco Griffo inventa la Bembo (molt emprada en llibres) i el 1501 es crea el primer tipus mecànic en cursiva.

## Editors i tipografies delseglexvi
L'any 1500 ja hi havia unes 1100 impremtes arreu d'Europa. A causa del fet que la impremta unifica l'obra impresa molts editors desitgen singularitzar les seves impressions, i això fa que els mateixos editors impulsin la creació de noves tipografies.
Aldo Manuzio 
El 1545 l'impressor francès Claude Garamond treballa amb un tipus més informal que la tradicional romana quadrada basant-se en el traç d'una ploma d'au. Amb la Garamond la tipografia intenta fugir i deixar d'assemblar-se a la cal·ligrafia. Des del segle xvi fins al XVIII França és el país amb una tradició tipogràfica més forta. En aquella època parlem de dues corrents tipogràfiques, la veneciana (escola italiana) i la francesa. Així doncs, inicialment aquestes tipografies franceses copiaven la lletra gòtica, però a mesura que passen els anys la Garamond i l'estil Cavilité de Robert Granjon fa que les tipografies franceses de mica en mica vagin semblant-se a les llatines i italianes, ja que la població francesa hi congenia més que amb la quadratura i formalitat gòtica. La Garamond, també coneguda com "la joia de la corona" és en aquell període la font francesa més senyorial, la que adaptava millor els cànons venecians i, a causa del fet que parlem encara de tipografies antigues, la que tenia una millor llegibilitat. Durant el període artístic barroc també neixen les anomenades tipografies de transició, que són un pas més cap a trobar el classicisme.

## Editors i tipografies delseglexvii
El segle xvii no es va caracteritzar per la creativitat en l'àmbit del disseny gràfic.

## Editors i tipografies delseglexviii
William Caslon
John Baskerville
Giambattista Bodoni
La nissaga familiar dels Didot
No és fins a principis del segle xviii que el monarca francès Lluís XIV (l'autoanomenat rei Sol) demana la creació de l'anomenada Romana Reial, que serà el primer caràcter modern. S'inicia un període on les institucions i la noblesa faran el mecenatge per aconseguir unes edicions i composicions curoses i modernes.
Pierre Simon Fournier introdueix el 1764 el sistema de punts amb el seu Manual Tipogràfic, permeten disposar d'una unitat per mesurar les fonts. Anglaterra o els Estats Units no adapten aquest sistema de mesura però basen el seu en aquest. Pel que fa a aquests països anglosaxons, William Caslon, el propietari d'una foneria tipogràfica a Londres crea el 1720 la primera tipografia genuïnament anglesa, encara classificada com a Romana antiga. John Baskerville du més enllà les tipografies i millora els processos, les tintes, les eines i els suports (enquadernacions…) Treballa per intentar aconseguir compaginar la llegibilitat dels caràcters antics amb la neteja i pulcritud dels caràcters moderns.
L'italià Gianbattista Bodoni, al presentar la seva versió d'una romana moderna, s'erigeix com a "paladí del bon gust" i busca una lletra clara, neta i pura. Les seves lletres barregen classicisme, simetria i sobrietat, cercant la bellesa. Una bellesa que s'assenta en quatre virtuts fonamentals: Regularitat, neteja, bon gust i gràcia. Regularitat en el fet que totes les lletres han d'estar regides per una espècie de norma que generi conformitat sense ambigüitat, varietat sense dissonància. Neteja seguint atentament els processos de fondre les lletres i controlant el procés d'impressió. Bon gust al combinar estils i formes variades, i una gràcia que es trobarà en la desimboltura del traç, que ha de semblar espontani sense ser-ho.
Bodoni va influir enormement en els tipògrafs posteriors a través dels seus tres manuals tipogràfics, un dels quals presenta 373 tipus de lletra. Amb aquest classicisme del que Bondoni n'és el màxim exponent la tipografia és neta, pulcra i llegible. Els traços són més estilitzats i elegants, i la presentació tipogràfica és justificada i centrada en un eix simètric. El segle xix és ple d'avanços industrials però amb poca creació tipogràfica. Caldrà esperar que comenci el segle XX per veure creacions tipogràfiques noves.
A Espanya Joaquín Ibarra, impressor de Cambra del rei Carles III i persona de gran cultura, va aportar la innovació de setinar el paper. Per això va tenir gran prestigi a nivell europeu arribant a ser elogiat per Bodoni i Didot. Els seus coneixements com a impressor van quedar recollits al primer manual de tipografia de l'estat espanyol escrit pel seu deixeble José Sigüenza i Vera.

## Segle XX – Les avantguardes
El segle XX comença amb la implantació de la linotípia i l'aparició de les premses litogràfiques offsets. Els criteris de composició i edició del segle XX aniran molt lligats a les diferents avantguardes artístiques que apareguin al llarg del segle. Els –ismes tindran una enorme influència en les modes tipogràfiques, com veure a continuació. La història dels –ismes aplicats a la tipografia comença amb l'historicisme de la segona meitat del segle xix. El moviment de l'historicisme recupera (de nou) les formes passades, en aquest cas els ornaments gòtics i barrocs, i buscant, en certa manera, els cànons de bellesa formal grecs i romans. Això es manifesta en el text centrat (recuperant la idea de simetria) i els alfabets recarregats de decoracions, ombrejats i amb intents de tipografies tridimensionals. El resultat era un pastitx barroc i d'un mal gust considerable. Trencant amb aquesta idea de bellesa passada, neix el moviment de l'Arts and Crafts, un moviment reformista inspirat en els textos de John Ruskin. L'Arts and Crafts pretén ser la resposta a l'excessiva valoració d'èpoques passades i a la manca d'ànima (soulless) de les creacions de la revolució industrial, màquines i màquines sense cap mena d'estètica i bellesa. L'Arts en Craft pretén reubicar a l'ésser humà davant aquesta invasió tecnològica, replantejant-se el lloc de l'ésser humà i les ciències eternes en el món canviant i dinàmic de l'era tecnològica.
En els llibres d'aquesta època s'hi reivindicava l'artesania, i no només l'estil tipogràfic sinó el paper, les il·lustracions, la impressió i l'enquadernació.
La tipografia també reflecteix aquesta era amb lletres elaborades però sòbries, amb dissenys bigarrats i compactes. Els dissenys de William Morris per la seva editorial Kelmscott Press representen l'ideal estètic d'aquella era. Els tipus "golden" i "troy" en serien els estàndards.
També va crear línies, ornaments i inicials per millorar i complementar els seus alfabets. Més enllà de Morris, molts tipògrafs americans i europeus també van recuperar els tipus antics i adaptar-los als nous temps, creant multitud dels anomenats tipus transacionals. Aquestes recuperacions foren bàsicament a mans de l'American Type Founders Company i de la britànica Monotype Corporation. Aquesta última corporació va ser l'encarregada de recuperar tipografies que ja estaven quasi oblidades i que ara són d'ús comú entre els dissenyadors, com la citada Bembo, la Baskerville o la Fournier. L'Arts and Crafts serà el moviment anglès equivalent al modernisme català, i tindrà importants creacions i autors en moltes disciplines artístiques.
- La primera de les avantguardes considerada com a tal és el Futurisme, un moviment que neix a principis de segle XX que pretén la ruptura frontal amb les formes tradicionals. Els avanços tecnològics de l'època porten als futuristes a mitificar la mà quina i convertir la velocitat en una religió. El seu líder indiscutible fou l'italià Filipo Tommaso Marinetti. Els dissenyadors captaven l'esperit d'aquesta velocitat a través d'arcs i estructures dinàmiques, amb els textos repartits per les pàgines en plan collage i formant formes constructives, fugint dels mètodes tradicionals de disposició i lectura. El contrast de formes i mides és constant, i s'utilitzen les fonts en disposició diagonal, cosa mai feta fins ara. S'utilitzen les tipografies ja existents però retallades, amb alteracions de mides i estils buscant el xoc i la innovació.

- El dadaisme neix a Zurich el 1915 i s'expandeix per Europa, i neix com un moviment anarquista oposat a l'absurd de la primera guerra mundial. La tipografia dada era inutilitzable alhora d'informar i fer publicitat, però la llibertat de formes que propugnava encara ara resulta estimulant en qüestions de disseny. Les lletres s'ajunten i es repel·leixen, formant línies interrompudes, amb contrastos de mida i gruix, tot plegat amb un fort dinamisme visual.

- L'Expressionisme neix com a corrent que busca l'expressió dels sentiments i emocions de l'autor, i en el vessant tipogràfic significa la utilització els alfabets no només com a font informativa, sinó també amb un sentit universal. S'intenta crear una expressió personal sense les regles dominants, i això es nota en els treballs expressionistes, plagats d'individualisme i experiments tipogràfics ben personals.

- El Constructivisme apareix el 1920, sobretot al voltant de la Revolució Soviètica, i pretén una reestructuració de la societat amb els creadors com a "artistes enginyers". Cal representacions dirigides a processos socials col·lectius i inventa un nou llenguatge formal per aconseguir-ho: elements geomètrics, claredat tècnica i construccions arquitectòniques de gran harmonia i dinamisme.

S'utilitza massivament el fotomuntatge i la racionalitat, amb elements geomètrics simples i colors purs, sense interpretació de la realitat. Durant aquest corrent van crear-se molts dels tipus tipogràfics que ara trobem rígids i pesats. Els textos es justifiquen totalment, a esquerra i a dreta buscant contrastos entre barres, línies i la negativització.
Jan Tschichold va plasmar totes aquestes inquietuds tipogràfiques en el llibre "Die Neue Typographie", on propugna la puresa i elementalitat utilitzant alfabets de pal sec, pàgines asimètriques i una nova relació entre tipografia i espais en blanc.
L'estil personal dels anys 20 suposa la llibertat alhora de repartir els textos per la pàgina, d'acord amb els sentiments i la funcionalitat que l'autor vol donar al text. S'experimenta tècnicament amb la llegibilitat i la visibilitat, en estils que més tard serien considerats de poesia visual. Aquestes dissenyadors més tard fundarien escoles com l'alemanya Bauhaus.